# Pieter Nassen
Pieter Nassen (* Riemst, 16 de enero de 1944). Fue un ciclista belga, profesional entre 1966 y 1975, cuyos mayores éxitos deportivos los logró en la Vuelta a España donde obtuvo un total de 3 victorias de etapa a lo largo de sus participaciones.

## Palmarés
| 1966 - Tour de Limbour 1971 - clasificación de los esprints intermedios del Tour de Francia 1972 - 1 etapa en la Vuelta a España 1973 - 2 etapas en la Vuelta a España |